# Diomidis Kyriakos

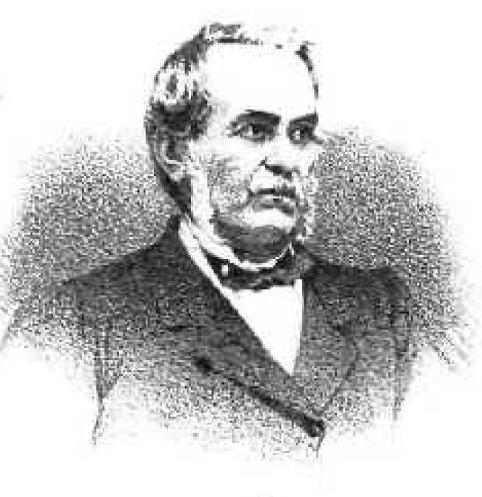
Diomidis Kyriakos

Diomidis Anastasiou Kyriakos (griechisch Διομήδης Α. Κυριακός; * 1811 in Spetses; † 1869 in Italien) war ein griechischer Politiker und Ministerpräsident sowie Autor wissenschaftlicher Bücher.

## Familie und Studium
Kyriakos war der jüngere Bruder von Vizeadmiral Ioannis Kyriakos, der während des Unabhängigkeitskrieges bei der Belagerung von Messolongi fiel. Sein Enkel Alexandros Diomidis war ebenfalls Ministerpräsident.
Er absolvierte ein Studium der Rechtswissenschaften an den Universitäten von Pisa und Paris. 1835 erfolgte seine Ernennung zum Staatsanwalt und öffentlichen Ankläger am Gericht der Ersten Instanz. Als anerkannter Rechtswissenschaftler half er 1843 bei der Ausarbeitung der Verfassung von 1844. 1851 wurde er zum Professor für Verfassungsrecht berufen. Als solcher gehörte er ab 1862 auch der Kommission zur Ausarbeitung der Verfassung von 1864 an. Als Professor veröffentlichte er mehrere rechtswissenschaftliche und historische Bücher.

## Politische Laufbahn
1863 war er Minister für Religion und Unterricht. Vom 9. April bis zum 10. Mai 1863 war er schließlich Ministerpräsident einer Übergangsregierung.

## Biographische Quellen und Hintergrundinformationen
- Evi Koukouraki: Von den griechischen Befreiungskriegen bis in die Gegenwart: Geschichte des jungen Griechenlands. 2003.
- The Greek Economy 1833–1897

| Vorgänger       | Amt                                   | Nachfolger        |
| --------------- | ------------------------------------- | ----------------- |
| Zinovios Valvis | Premierminister von Griechenland 1863 | Benizelos Rouphos |

| Personendaten    | Personendaten                                                                       |
| ---------------- | ----------------------------------------------------------------------------------- |
| NAME             | Kyriakos, Diomidis                                                                  |
| ALTERNATIVNAMEN  | Kiriakos, Diomidis Anastasiou (vollständiger Name); Κυριακός, Διομηδής (griechisch) |
| KURZBESCHREIBUNG | griechischer Politiker und Ministerpräsident                                        |
| GEBURTSDATUM     | 1811                                                                                |
| GEBURTSORT       | Spetses                                                                             |
| STERBEDATUM      | 1869                                                                                |
| STERBEORT        | Italien                                                                             |